# 岡山刑務所
岡山刑務所（おかやまけいむしょ）は、法務省矯正局の広島矯正管区に属する刑務所。下部機関として津山拘置支所の1ヶ所の支所を持つ。

## 沿革
1874年に岡山県岡山市二日市町（現在の岡山市北区二日市町）に設置された。施設の老朽化のため、1970年3月に現在地へ移転した。跡地には現在、岡山市立中央図書館・二日市公園・二日市スポーツ広場となっている。

## 所在地
- 〒701-2141 岡山県岡山市北区牟佐765[1]
  - JR西日本 山陽本線 岡山駅から、宇野バス乗車で「牟佐下バス停」下車徒歩約5分[1]
  - 山陽自動車道 山陽ICから岡山方面に約10分[1]

## 収容分類級
LA級（初犯で懲役年数が10年以上の者）と未決拘禁者を収容する。岡山刑務所はこのうち約半数が無期懲役である。収容定員は、2018年時点で968名で、収容者数は500名弱となっている。

## 組織
所長の下に2部1課を持つ2部制である。
- 総務部（庶務課、会計課、用度課）
- 処遇部（処遇担当、企画担当）
- 医務課

## 外観・設備
施設内に女区があり、各刑務所へ移送待ちの女性がいる。女区は単独室だが、移送直前になると共同室に入れられる。夜は男性刑務官しかいないので、投薬や見回りも男性刑務官。

## 著名な受刑者
- JT女性社員逆恨み殺人事件の死刑囚（1997年に事件発生） - 2008年に死刑執行。本件以前にも、1976年に広島県広島市で殺人事件を起こして懲役10年の刑に処され、岡山刑務所に服役した前科がある[4]。
- 日野町事件（1984年発生）の元受刑者 - 無期懲役[5]。2006年3月時点では広島刑務所尾道刑務支所に[6]、2010年12月時点では広島刑務所に服役していたが、同月に肺炎が悪化して広島市内の病院に入院し、再審請求中の2011年3月18日に75歳で病死した[7]。
- 名古屋アベック殺人事件（1988年に事件発生） - 主犯格の少年（無期懲役刑）[8]

## 特記事項
- 重罪初犯者（刑期10年以上、または生命犯である無期懲役など、受刑期間が30年以上と極めて長い初犯者）を収容する刑務所のため、刑務作業も高い技能を要求されるものを製作している[1]。木工作業では家具製作や小物製品製作[1]、金属作業では大規模な塗装ブースを活用した静電焼付塗装[1]、陶芸作業では備前焼製作が行われている[2]。
- 1970年10月19日、刑務作業中の男が脱走。翌日、民家に押し入り強盗、誘拐を働く事件が発生[9]。
- 1999年3月25日午前11時頃、勾留中の知人に面会するため街宣車で岡山刑務所に訪れた右翼団体・皇国憲政党幹部の男性が、街宣車を職員用駐車場に止めたため刑務官ともみ合いとなり、刑務官らが2人を刑務所庁舎内に連行し「制圧」した。その際、6人の刑務官が憲政党代表を当直室の畳に、7人の刑務官が同構成員を床に、十数分間うつぶせに「制圧」し続け、憲政党代表が胸部圧迫により窒息死、構成員は一時意識不明の重体となった。岡山区検は、7月29日、現場を指揮した渡部征忠所長と竹板信夫前首席矯正処遇官、柴崎正文前統括矯正処遇官は、男性を取り押さえた際、けがをしないよう注意を払うなどの刑務官への監督が不十分だったとして、業務上過失致死傷罪で略式起訴する一方、刑務官13人による制圧行為は「庁舎管理権」に基づく正当な行為であったとして嫌疑不十分で不起訴処分にした。また広島矯正管区は同日、渡部所長を停職2カ月、ほか2名を停職1カ月とするなど、同所職員計18人を処分した。また法務省は矯正局長ら2名を注意処分とした。さらに7月30日、法務省は渡部所長から出ていた辞職願を受理、後任に繁永正博・仙台矯正管区第二部長を発令した。刑務所側は当初「制圧時に入れ歯が外れ、窒息死した」と発表し、事実の隠蔽と責任逃れを図った。そのことに対し、全国の右翼団体が大挙して抗議活動を展開した。
- 2023年にはTBS「報道特集」にて無期懲役の受刑者らへの取材等が行われている。同番組では一度仮釈放されるも遵守事項に違反したとして再収監された受刑者や、強盗殺人事件で30年以上に亘り服役していた元受刑者が仮釈放され近隣の更生保護施設に入所する様子が放映されている。